# 首都高速5号池袋線
首都高速5号池袋線（しゅとこうそく5ごういけぶくろせん）は、東京都千代田区の竹橋ジャンクション（JCT）で都心環状線と分岐し、埼玉県戸田市の美女木JCTへ至る首都高速道路の路線である。

## 路線概要
6号向島線とともに、埼玉（S1川口線・東北自動車道・S5埼玉大宮線）・中央環状線方面から都心環状線へ向かうルートの一つ。
千代田区一ツ橋（竹橋ジャンクション） - 豊島区池袋4丁目（北池袋出入口）間の8.1kmが5号池袋線1期として1964年11月9日に着工した。竹橋JCTで都心環状線から分かれると日本橋川の上部を北に進む。水道橋駅近くで中央本線の線路を越えると神田川の上部から西に向きを変える。この付近には内環状線の準備工事があるが、着工には至っていない。飯田橋付近より江戸川橋付近まで神田川沿いを進み、河川上部の高架橋の基礎工事は、河川改修工事と同時に施工した。江戸川橋付近から南池袋付近にかけては護国寺交差点のラーメン橋を除き短支間のプレストレスト・コンクリート橋、その先の山手線、赤羽線（埼京線）の線路を越えるまでの区間は鋼構造で建設された。六ツ又交差点から山手線を越える池袋六ツ又陸橋にかけては関連街路と同時施工され、六ツ又陸橋は逆V型の立体ラーメン橋脚2基、ダブルデッキ構造の巨大な橋となった。赤羽線を越えた先から1期の終点となる北池袋出入口までの上部構造はプレストレスト・コンクリートであるが、川越街道の拡幅で作業帯が確保できたので、支保工を使い現場打ち施工とした。北池袋出入口は2期の建設に備え、橋桁の継ぎ足しが容易な構造とした。1期区間のうち竹橋JCT - 西神田出入口間1.2kmは1967年3月30日、西神田 - 護国寺出入口間3.9kmは1969年6月27日、護国寺 - 北池袋出入口間3.0kmは1969年12月19日に供用開始した。1期区間の施工上の特徴としては鉄骨鉄筋コンクリート構造の本格採用や、リベット打ちに代えて騒音軽減・継手耐力の増加を目的とした高力ボルトの採用、プレキャスト床版の導入などがあげられる。
池袋4丁目 - 板橋区三園の間の5号池袋線2期9.3kmのうち、板橋区高島平（高島平出入口）間の8.6kmが1970年2月5日に着工した。基本的に往復各2車線であるが、板橋区熊野町付近から大山東町付近にかけての山手通り上の区間は将来の中央環状線を構成するため上下2段の往復各3車線とされ、板橋ジャンクションの準備工事および熊野町ジャンクション予定部には郊外方面サービスの高松出入口が設けられた。熊野町交差点付近では川越街道の共同溝工事や山手通りのアンダーパス工事があり、非常に輻輳した部分であった。作業スペースの効率化および経済性を図るため、連続地中壁を首都高速の高架橋の基礎とするとともにアンダーパスの擁壁とする工夫がなされた。板橋区仲宿付近から板橋本町付近にかけては街路中央に共同溝と都営地下鉄三田線が通っているため、基礎と橋脚はこれらを支障しない構造が採られた。板橋区泉町から前野町付近は中山道を離れ、出井川方面に進む。川沿いに桜並木のある閑静な住宅街であったが、集中豪雨による洪水が発生する地区でもあった。出井川を暗渠化するとともに、高架の両側に附属街路を整備した。前野町から高島平出入口にかけては補助201号線関連街路で、景観に配慮してコンクリート構造が多用された。北池袋出入口 - 高島平出入口間は1977年（昭和52年）8月19日に開通。
1990年（平成2年）11月27日には新大宮バイパスに沿う形で埼玉県に延伸し、高島平出入口 - 戸田南出入口間が開通。1993年（平成5年）10月26日には戸田南出入口から、東京外環自動車道と接続する美女木JCTの間が開通、5号池袋線としては全線開通した。なお、高島平出入口から終点までの区間の道路法上の路線名は東京都道・埼玉県道254号高速板橋戸田線である。
1998年（平成10年）5月18日には美女木JCTから北進し与野出入口に至る埼玉大宮線開通。2002年（平成14年）12月25日には板橋JCTから江北JCTに至る中央環状王子線、2007年（平成19年）12月22日には熊野町JCTから大橋JCTに至る中央環状新宿線が開通し、ネットワークの整備が進んだ。

### 工法
板橋区四葉付近の高島平高架橋の一部（第576工区）約230mは、首都高速道路公団が開発した「SSM式移動吊支保工」の試験工区となった区間である。この工法は上部構造の施工現場に設置された屋根付きの作業設備でコンクリート製橋桁の鉄筋の組み立てやコンクリートの打設を行い、作業が完了したら次の支間へ自走するものである。橋梁下部の交通を支障せず、軟弱地盤や河川上でも作業が可能となる、機械化による単純作業となるため工程管理が容易になり工期の短縮にもつながる、屋根を付けたことによりコンクリートの品質管理が向上するなどの利点がある。試験工区での工事は成果を収め、同路線の板橋区前野町付近の第562・563工区約920mでも採用された。高島平高架橋は、1973年度の土木学会田中賞を受賞した。

## 路線番号
5

## 出入口など
- 路線名の特記がないものは区道。

| 出入口 番号         | 施設名         | 接続路線名                        | 起点 から (km) | 備考                                                               | 所在地        | 所在地        |
| ------------------- | -------------- | --------------------------------- | -------------- | ------------------------------------------------------------------ | ------------- | ------------- |
| -                   | 竹橋JCT        | 都心環状線                        | 0.0            |                                                                    | 東京都        | 千代田区      |
| 27                  | 一ツ橋出入口   | 白山通り                          | 0.1            | 北池袋・戸田南方面出入口 入口はETC専用                             | 東京都        | 千代田区      |
| 501                 | 西神田出入口   | 専大通り、神保町・飯田橋方面      | 0.6            | 銀座・目黒方面出入口                                               | 東京都        | 千代田区      |
| 502                 | 飯田橋出入口   | 目白通り 外堀通り                 | 2.2            | 大宮・東北道方面出入口 入口はETC専用                               | 東京都        | 新宿区        |
| 503                 | 早稲田出口     | 外苑東通り 新目白通り             | 3.4            | 銀座・目黒方面からの出口                                           | 東京都        | 新宿区        |
| 505                 | 護国寺出入口   | 不忍通り 音羽通り                 | 4.5            | 銀座・目黒方面出入口 入口はETC専用                                 | 東京都        | 文京区        |
| -                   | 南池袋PA       | -                                 |                | 銀座・目黒方面                                                     | 東京都        | 豊島区        |
| 507                 | 東池袋出入口   | サンシャインシティ、春日通り      | 5.9            | 銀座・目黒方面出入口 サンシャインシティと一体化されている          | 東京都        | 豊島区        |
| 508                 | 東池袋出入口   | サンシャインシティ、春日通り      | 6.2            | 大宮・東北道方面出入口 サンシャインシティと一体化されている        | 東京都        | 豊島区        |
| 509                 | 北池袋出入口   | 国道254号川越街道 山手通り        | 7.5            | 銀座・目黒方面出入口                                               | 東京都        | 豊島区        |
| -                   | 熊野町JCT      | 中央環状線 E20 中央道・高井戸方面 | 7.8            | 銀座・東池袋方面とは往来不可                                       | 東京都        | 板橋区        |
| -                   | 板橋JCT        | 中央環状線 E4 東北道・三郷方面    | 8.9            | 板橋本町より進入の場合 車線変更禁止区間のため江北JCT方面へ進入不可 | 東京都        | 板橋区        |
| 511                 | 板橋本町出入口 | 中山道(国道17号) 環七通り         | 9.5            | 銀座・目黒方面出入口                                               | 東京都        | 板橋区        |
| 512                 | 板橋本町出入口 | 中山道(国道17号) 環七通り         | 10.5           | 戸田南方面出入口                                                   | 東京都        | 板橋区        |
| -                   | 志村TB         | -                                 |                | 銀座・目黒方面                                                     | 東京都        | 板橋区        |
| -                   | 志村PA         | -                                 |                | 銀座・目黒方面                                                     | 東京都        | 板橋区        |
| 513                 | 中台出入口     | 徳丸・坂下方面 環八通り           | 12.9           | 銀座・目黒方面出入口                                               | 東京都        | 板橋区        |
| 515                 | 高島平出入口   | 新大宮バイパス 高島通り           | 18.0           | 銀座・目黒方面出入口 さいたま市方面出入口設置計画あり              | 東京都        | 板橋区        |
| 517                 | 戸田南出入口   | 新大宮バイパス                    | 18.8           | 銀座・目黒方面出入口                                               | 埼玉県 戸田市 | 埼玉県 戸田市 |
| 518                 | 戸田出入口     | 新大宮バイパス                    | 21.0           | 新都心・外環方面出入口                                             | 埼玉県 戸田市 | 埼玉県 戸田市 |
| -                   | 美女木JCT      | C3 東京外環自動車道               | 21.0           | 構内に信号機あり                                                   | 埼玉県 戸田市 | 埼玉県 戸田市 |
| 埼玉大宮線 大宮方面 |                |                                   |                |                                                                    |               |               |

- 飯田橋付近・神田川上空で高速内環状線と接続する計画がある。高速内環状線とのJCTを建設するために本線の路盤の一部とJCT分岐路用の梁を増設できる準備工事がされている。直下にもう一段本線を増設できるようになっており、こちらが高速内環状線の本線となる。また、門型橋脚の両脇にはJCT接続分岐となるよう勾配なりに梁が増設できるようになっている。都市計画決定どころかJCTの形状の詳細発表もないが、当時の計画では高速内環状線内回りから池袋線美女木JCT方面、池袋線竹橋JCT方面から高速内環状線外回りへ接続する予定であった。時代の経過とともに環境問題への懸念が強まったため川の上空への道路建設は難しく、3環状道路を優先している国土交通省等の主要機関も主要道路事業には挙げていない。
- 早稲田出口は高速練馬線への西行き分岐の名残である。東行き合流は神田川古川橋付近に路盤や梁の準備工事が見受けられる。

## 年表
- 1964年（昭和39年）11月9日 : 竹橋JCT - 北池袋出入口着工[1]。
- 1967年（昭和42年）3月30日 : 竹橋JCT - 西神田出入口開通[1]。
- 1969年（昭和44年）
  - 6月27日 : 西神田出入口 - 護国寺出入口開通[1]。
  - 12月19日 : 護国寺出入口 - 北池袋出入口開通[1]。
- 1970年（昭和44年）2月5日 : 北池袋出入口 - 高島平出入口着工[4]。
- 1977年（昭和52年）8月19日 : 北池袋出入口 - 高島平出入口開通[4]。
- 1990年（平成2年）11月27日 : 高島平出入口 - 戸田南出入口開通。
- 1993年（平成5年）10月26日 : 戸田南出入口 - 美女木JCT開通、全線開通。
- 2002年（平成14年）12月25日 : 中央環状王子線が開通し、板橋JCT供用。
- 2007年（平成19年）12月22日 : 中央環状新宿線が開通し、熊野町JCT供用。同時に上り線高松出口廃止。
- 2008年（平成20年）
  - 8月3日 : 熊野町JCTでタンクローリー横転・車両火災事故発生。中央環状線を含めた一部区間が通行止になる。
  - 8月9日 : タンクローリー横転・車両火災事故に伴う通行止め区間が部分開放される。
  - 10月14日 : タンクローリー横転・車両火災事故に伴う通行止め区間が全面開放される。
- 2018年（平成30年）3月18日 : 熊野町JCT - 板橋JCT間が上下線ともに4車線化。
- 2024年（令和6年）12月25日から、12月31日までに、通行止めになっている。

## 交通量
24時間交通量（台）　道路交通センサス
| 区間                        | 平成17（2005）年度 | 平成22（2010）年度 | 平成27（2015）年度 |
| --------------------------- | ------------------ | ------------------ | ------------------ |
| 竹橋JCT - 一ツ橋出入口      | 110,341            | 93,864             | 88,486             |
| 一ツ橋出入口 - 西神田出入口 | 110,341            | 93,864             | 88,486             |
| 西神田出入口 - 飯田橋出入口 | 110,341            | 87,873             | 81,121             |
| 飯田橋出入口 - 早稲田出口   | 110,341            | 98,809             | 89,664             |
| 早稲田出口 - 護国寺出入口   | 110,341            | 95,073             | 85,761             |
| 護国寺出入口 - 東池袋出入口 | 110,341            | 87,537             | 78,141             |
| 東池袋出入口 - 北池袋出入口 | 110,341            | 90,361             | 79,600             |
| 北池袋出入口 - 熊野町JCT    | 110,341            | 84,402             | 72,559             |
| 熊野町JCT - 板橋JCT         | 110,341            | 151,545            | 156,986            |
| 板橋JCT - 板橋本町出入口    | 90,220             | 106,854            | 108,286            |
| 板橋本町出入口 - 中台出入口 | 90,220             | 102,262            | 100,564            |
| 中台出入口 - 高島平出入口   | 90,220             | 86,388             | 84,410             |
| 高島平出入口 - 戸田南出入口 | 90,220             | 71,286             | 70,481             |
| 戸田南出入口 - 戸田出入口   | 90,220             | 55,112             | 60,004             |
| 戸田出入口 - 美女木JCT      | 90,220             | 55,112             | 60,004             |

（出典：「平成22年度道路交通センサス」・「平成27年度全国道路・街路交通情勢調査」（国土交通省ホームページ）より一部データを抜粋して作成）
- 令和2年度に実施予定だった交通量調査は、新型コロナウイルスの影響で延期された[9]。

### 渋滞
- いわゆる飯田橋渋滞、護国寺渋滞というものがある。

これは、池袋線下りの飯田橋付近および護国寺付近を先頭とした渋滞であり、主に平日夕方の帰宅ラッシュ時に発生しやすい。この渋滞は大変激しく、都心環状線の内回りや外回りを介して、台場線や深川線にまで渋滞が延びることもしばしばある。
渋滞の原因は、飯田橋付近や護国寺付近に傾斜角度3% - 4%程度の上り坂があるためである。この上り坂は緩やかなため、意識していないと存在に気づきにくいが、無意識のうちに速度が低下し、渋滞が引き起こされると考えられている。また、熊野町JCTでは中央環状線との合流があり、交通量が大幅に増加するため、渋滞時にはここまでノロノロ運転が続くことがある。
熊野町JCT - 板橋JCTの区間は、中央環状新宿線が開通した時に3車線で、完全に重複する構造となっている。両JCT間は2018年（平成30年）3月18日に上下線ともに4車線化されたが、元々この付近の5号池袋線は熊野町に急カーブが存在することもあって、渋滞や事故の起きやすい区間であり、さらに中央環状線と車線が織り込むことになった結果、両者に激しい渋滞がしばしば発生する。
- 過去の渋滞

1969年に一期工事完成に伴い開業した北池袋出口には、川越街道と山手通りがあり慢性的な渋滞箇所となった。開通初日には最高2.6kmの渋滞ができたことが報じられている。この渋滞箇所は1977年に二期工事が完成するまで解消されなかった。

## ギャラリー

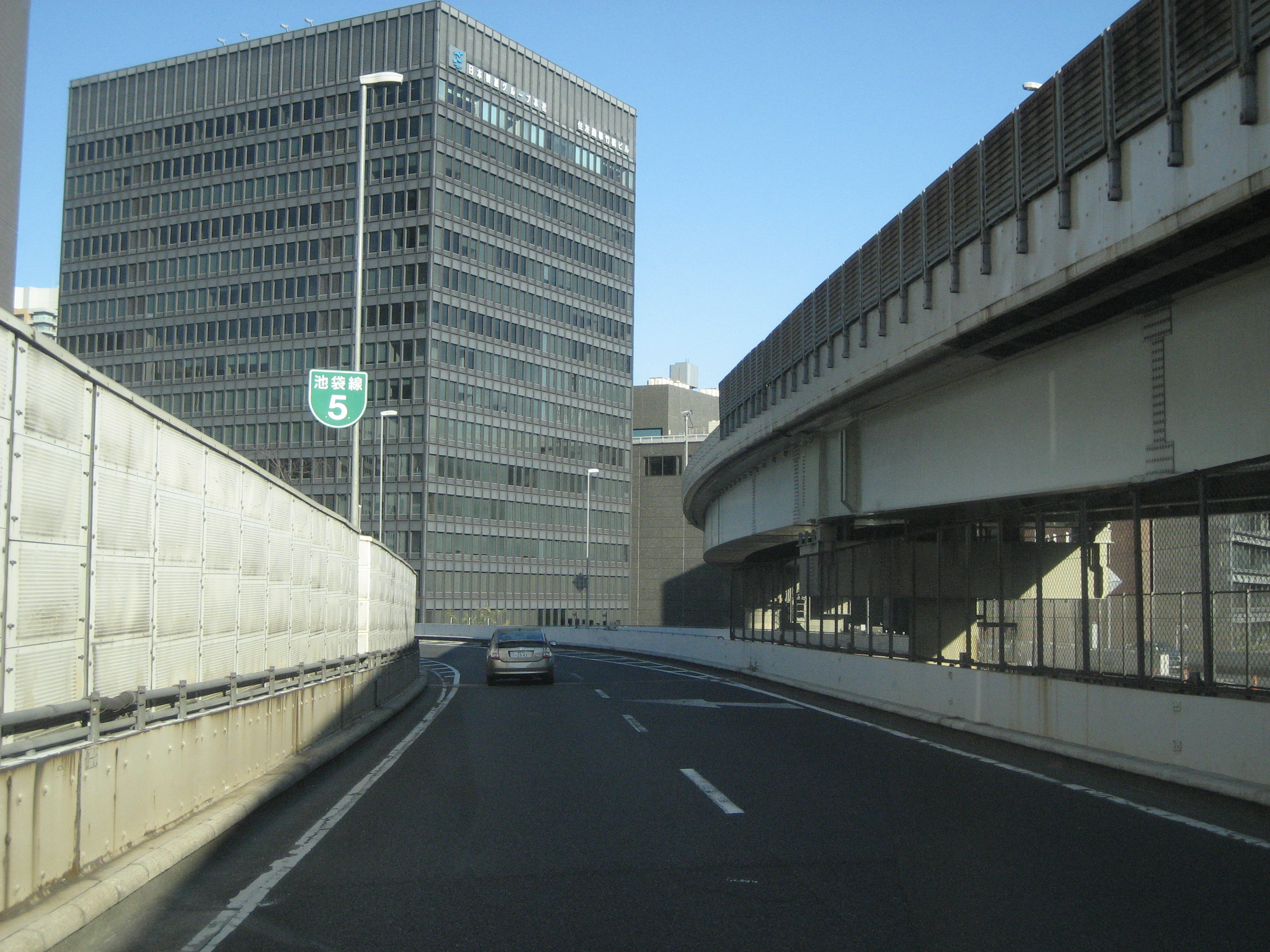
竹橋付近
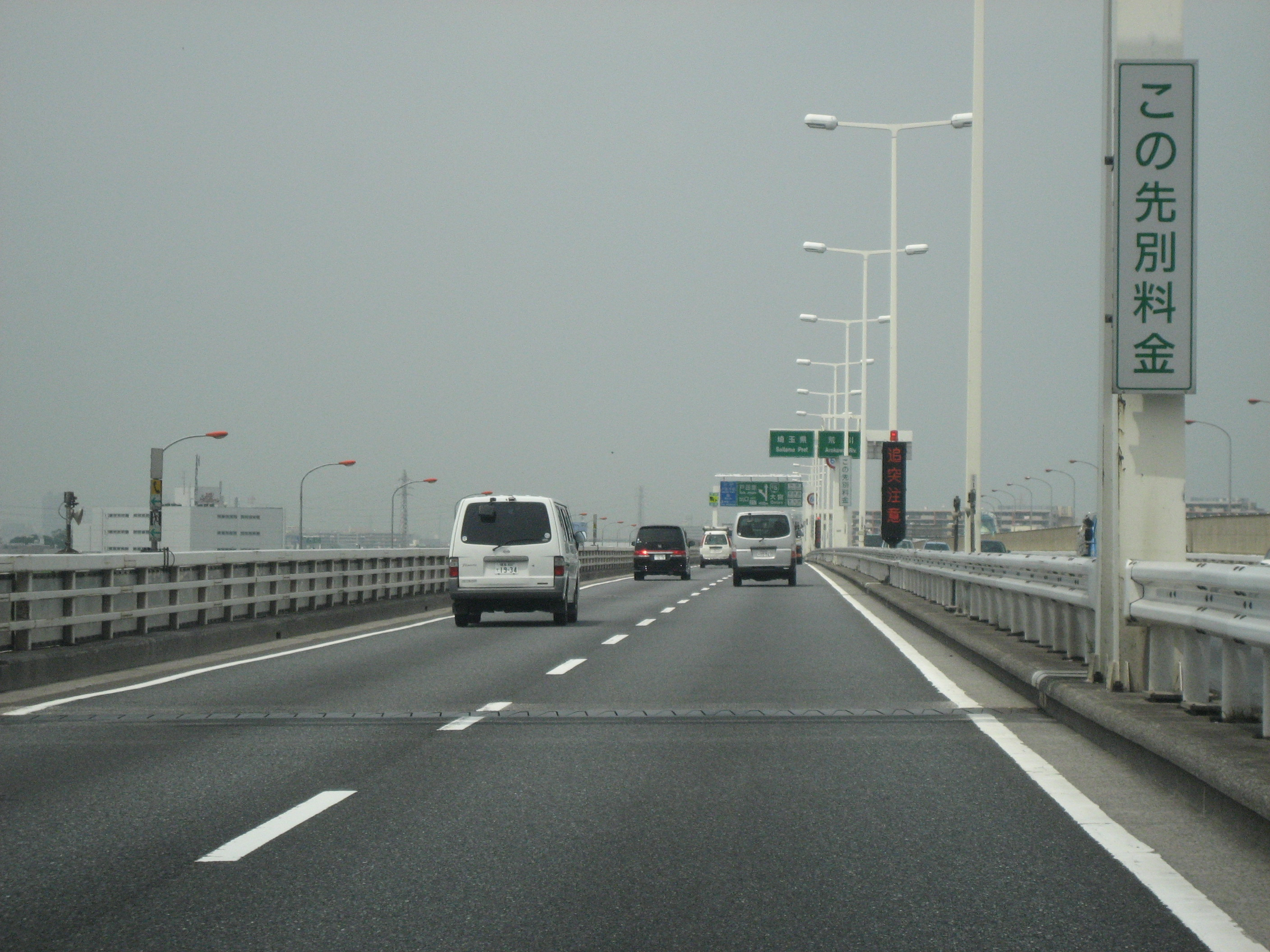
笹目橋付近